# Giovanni Lanfranco

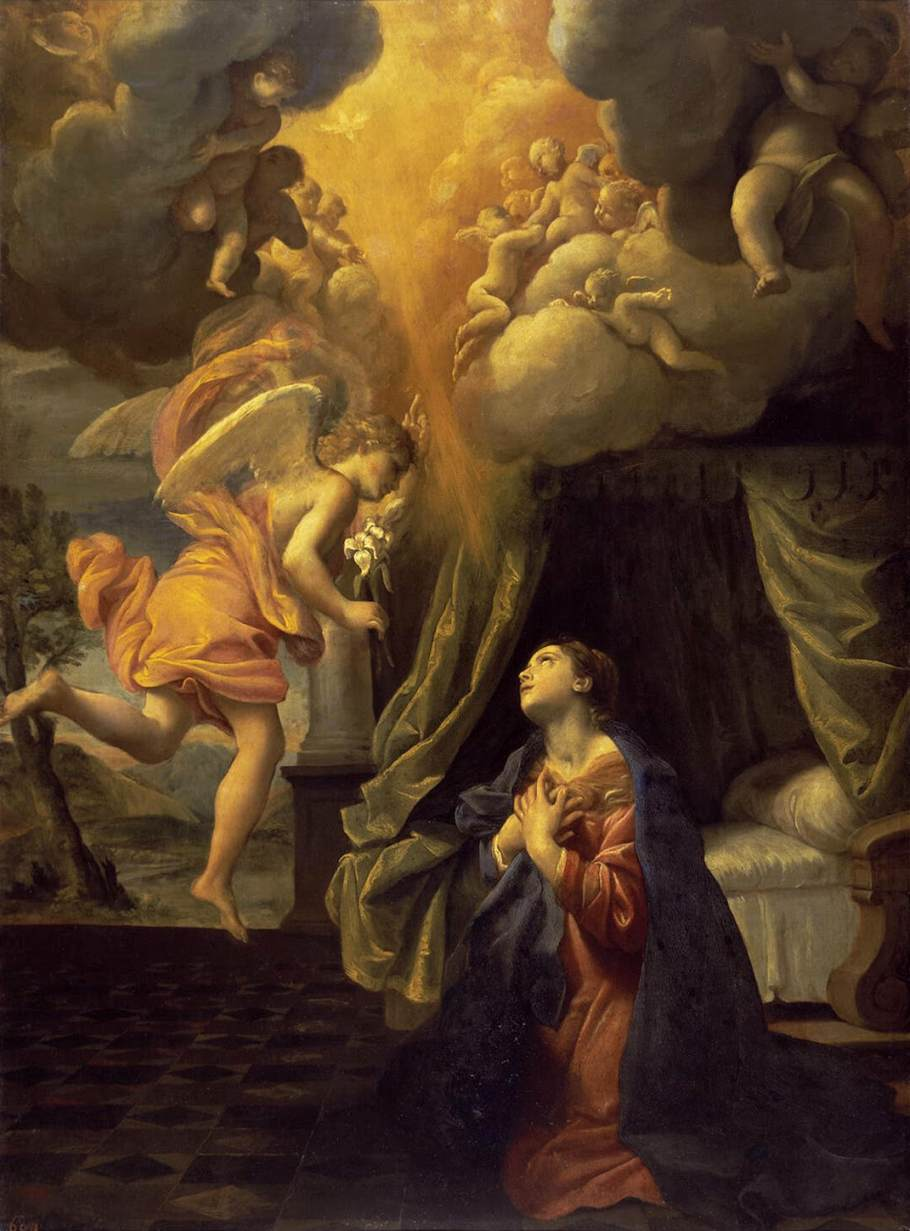
Zwiastowanie (1610-30)

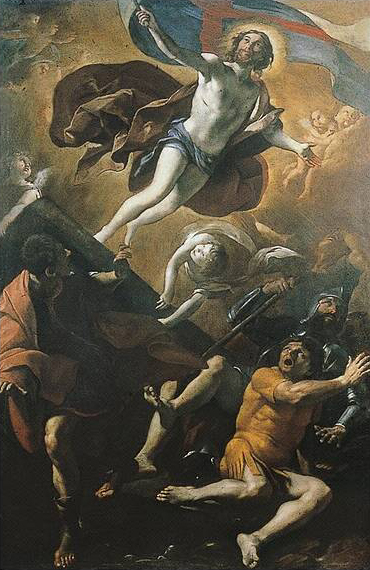
Zmartwychwstanie (1622)

Giovanni Lanfranco, zw. także Giovanni di Stefano (ur. 26 stycznia 1582 w Terenzo k. Parmy, zm. 30 listopada 1647 w Rzymie) – włoski malarz i rysownik okresu baroku.
Był uczniem Agostina Carracciego i Guida Reniego. Działał w Rzymie, Neapolu (1634-46), Parmie i Bolonii. Zasłynął jako twórca momumentalnych iluzjonistycznych malowideł sklepiennych i kopułowych (m.in. w kościołach Sant'Andrea della Valle w Rzymie i San Martino w Neapolu) oraz obrazów ołtarzowych. Malował też sceny mitologiczne i historyczne. Współpracował z Annibale Carraccim przy dekoracji Palazzo Farnese w Rzymie. Tworzył pod wpływem Caravaggia, Paola Veronesego i Correggia. Jego malarstwo cechują silne efekty światłocieniowe oraz dramatyczne napięcie akcji.
Wywarł wpływ na takich malarzy, jak Anastasio Fontebuoni (1571–1626), Francesco Cozza (1605-1682), Giacinto Brandi (1621-1691) oraz Simon Vouet i François Perrier (1590-1650).

## Wybrane dzieła
- Cudowne rozmnożenie chleba i ryb -  1620-23, 229 x 426 cm, Narodowa Galeria Irlandii, Dublin
- Ekstaza św. Małgorzaty z Cortony -  1622, 230 x 185 cm, Galleria Palatina, Florencja
- Hagar na pustyni -  138 x 159 cm, Luwr, Paryż
- Św. Karol Boromeusz -  1617-18, 182 x 118 cm, Gemäldegalerie, Berlin
- Madonna z Dzieciątkiem i świętymi -  1622-23, 220 x 128 cm, Kunsthistorisches Museum, Wiedeń
- Prorok Eliasz na pustyni budzony przez anioła -  1625, 212 x 230 cm, Rijksmuseum, Amsterdam
- Rzymska naumachia -  ok. 1634, 181 x 363 cm, Prado, Madryt
- Św. Cecylia z aniołem -  1617-18, 87,5 x 108 cm, National Gallery of Art, Waszyngton
- Św. Urszula z towarzyszkami -  1622, 209 x 138 cm, Galleria Nazionale d’Arte Antica, Rzym
- Uczta gladiatorów -  ok. 1634, 232 x 355 cm, Prado, Madryt
- Triumf cesarza w Rzymie -  ok. 1634, 230 x 332 cm, Prado, Madryt
- Wenus grająca na harfie (Alegoria muzyki) -  1630-34, 214 x 150 cm, Galleria Nazionale d’Arte Antica, Rzym
- Wniebowzięcie Marii Magdaleny -  ok. 1616, 109 x 78 cm, Museo di Capodimonte, Neapol
- Wróżbici rzymscy -  ok. 1634, 181 x 362 cm, Prado, Madryt
- Zbawieni duszy -  1613, Museo di Capodimonte, Neapol
- Zwiastowanie -  1610-30, 74 x 54 cm, Ermitaż, Sankt Petersburg